# Cunninghamia konishii
Cunninghamia konishii — вид хвойних рослин з родини кипарисових (Cupressaceae). Місцем проживання цього виду є Південний Китай, Лаос, Тайвань, В'єтнам.